# 濱田剛
濱田 剛（はまだ つよし）は、日本の工学者（計算機科学）、起業家。元長崎大学先端計算研究センター超並列部門長、准教授。TIER IV 共同創設者。ArkEdge Space 共同創設者。DEGIMA AI CEO。

## 概要
東京大学にて博士号（Ph.D.）を取得後、2006年に理化学研究所（RIKEN）に入所し、研究員としてGraphics Processing Unitを並列に繋げたスーパーコンピュータ技術の研究に従事。その後、2008年より国立大学法人長崎大学にて准教授および先端計算研究センター 超並列計算部門長を務め、約9年間にわたり教育・研究活動を展開。GPUを多数並列接続したスーパーコンピュータ「DEGIMA」の開発を主導し、日本国内で最高水準の演算性能を達成。この成果により、2009年および2010年には世界的に権威あるゴードン・ベル賞の価格性能部門を米国ACM(Association for Computing Machinery: 計算機協会)より授与されるなど、国際的な評価を得る。また、2006年にはIPA（情報処理推進機構）より「天才プログラマー／スーパークリエータ」に認定。 Prefferd Networks MN-Core開発者にして同じくゴードン・ベル賞受賞者でもある牧野淳一郎の弟子である。
アカデミアでの豊富な実績を経て、2015年末には自動運転技術スタートアップ「TIER IV」の共同創設者として起業。さらに2018年には、宇宙関連事業を展開する「ArkEdge Space Inc.」を共同創設し、宇宙機器・小型衛星開発をリード。
2025年4月からは、米国に本社を置く「DEGIMA AI, Inc.」のCEOに就任。HPC（高性能計算）とLLM（大規模言語モデル）を核とした次世代AI基盤の開発・提供に取り組んでいる。
研究、教育、起業、そして経営と、幅広いフィールドで革新的な成果を上げ続け、今なお日本発の最先端技術を世界に届ける第一人者として活躍している。
1999年3月　東京大学 工学博士
2010年4月　長崎大学に新たに設立された先端計算研究センターの超並列計算部門長、准教授に着任
2015年12月　株式会社ティアフォーを共同創業
2018年1月　株式会社アークエッジ・スペースを共同創業
2025年4月　DEGIMA AI, Inc 所属

## 研究
専門は計算機科学であり、特にGraphics Processing Unitを応用したGPGPUなどの研究が知られている。情報処理推進機構の2005年度上期未踏ソフトウェア創造事業に、FPGAを用いたスーパーコンピューティング環境の研究で採択される。開発したPROGRAPE-4は無衝突重力多体系の演算で243.2GFLOPSを達成。しかも消費電力はたったの5Wであった。この成果により2006年に天才プログラマー／スーパークリエータに表彰される。
Central Processing UnitとGraphics Processing Unitとを比較するため、講演会などで両者を用いた銀河衝突のシミュレーションを実演することもある。2008年初頭の実演では、Central Processing Unitを用いた際の実測値が0.2GFLOPSほどだったのに対して、Graphics Processing Unitを用いた際は270〜470GFLOPSを叩き出している

。
その後もブリストル大学の横田理央、理化学研究所の似鳥啓吾との共同研究を進め、開発費3800万円を投じGraphics Processing Unitを760基並列に繋いだスーパーコンピュータ DEGIMA を完成させた。Graphics Processing Unitを一度に多数繋いで制御するのは複雑で困難だとされていたが、濱田らは新たな手法「マルチウォーク法」を開発することでその課題を克服し、演算速度158TFLOPSのスーパーコンピュータを実現させた。この演算速度は当時最速だった「地球シミュレータ」を超えたため、日本国内で最速記録を達成した。従来のスーパーコンピュータ開発には「10億〜100億円ほどかかる」といわれていただけに、その開発費の安さが驚きをもって迎えられた。
2010年にも似鳥啓吾との共同研究で、前年に引き続きゴードン・ベル賞の価格性能部門を授与された。2009年のものと比べ、ノード間のネットワークをギガビット・イーサネットからInfiniBandに置き換えた事、GPUを増やした事により、総額を2割弱増やしただけで演算速度190TFLOPSを達成した。
DEGIMA は様々な計算に適用する事が可能である。2011年6月に発表されたTOP500では実効性能42.83TFLOPSで429位にランクインした。Green500では1375.88MFLOPS/Wで3位（1位と2位はBlueGene/Qのプロトタイプなので、実稼働機器では1位）にランクインした。

## CUDA初の科学技術論文
Chamomile Schemeは、濱田らによる2007年の研究論文で、GPU（NVIDIA GeForce 8800 GTX）を用いた重力多体シミュレーションの高速化アルゴリズムである(Hamada 2007)。この濱田らによる2007年の研究論文 Hamada(2007) はNVIDIA社の新しい並列計算アーキテクチャCUDAを採用した最初期の科学技術論文と位置付けられており、CUDA公開直後の2007年3月6日にarXivへ投稿されている。当時、他のGPU計算の試みとしてSimon Portegies Zwartらも計算結果を報告していたが（2007年2月投稿）、彼らの実装はCUDAではなくCg（シェーダ言語）によるものであった。CUDAを用いた研究発表としてはHamada(2007)が世界初とされ、他グループによるCUDA実装（BellemanらによるN体計算コード）は同年7月の発表であり、Hamada(2007)以前にCUDAを利用した科学論文は確認されていない。
Chamomile Schemeでは汎用GPUによる演算性能の高さが実証されている。単精度演算のみ対応の当時のGPUで173～256 GFLOPSの計算性能を記録し、専用計算機GRAPE-6Afに匹敵する重力相互作用計算を安価なGPU1枚で実現できることを示した。これは汎用GPUを従来の専用ハードウェアの代替として活用する可能性を示す画期的成果であり、実際NVIDIAの技術資料でもHamada (2007)の実装は同時期の他手法とともに紹介され、GPUがGRAPEに代わり得ることが示唆されている。濱田らの成果はその後のGPUコンピューティング普及を後押しし、濱田はGPU型スーパーコンピューターDEGIMAにより天体シミュレーションを大規模化して2009年のゴードン・ベル賞（性能価格部門）を受賞している。これら一連の業績により、汎用GPUを用いた高性能計算が現実的であることが広く認知された。

## AI分野への影響
Hamada(2007)のような初期のGPUコンピューティングの成功は、その後のディープラーニングや大規模言語モデル（LLM）の台頭にも間接的ながら重要な役割を果たした。2010年代のディープラーニング革命は、GPUの飛躍的な並列計算性能の進歩とGPU対応アルゴリズムの発展によって支えられたとされ、2007年前後に確立されたGPGPU技術がAI研究の計算基盤を築いたといえる。実際、大規模なニューラルネットワークの学習やTransformerなどのLLMの訓練にはGPUが不可欠であり、CPUのみでは不可能だった計算がGPUによって現実的な時間で行えるようになった。Hamada(2007)はその草分け的事例として、ディープラーニングを中心とするAIの発展を下支えした一つの要因と評価されている。

## 発言
1990年に東京大学が開発したスーパーコンピュータ「GRAPE」について「GPGPUとGRAPEのアイデアはほぼ同じ。GRAPEで試行錯誤してきたノウハウが、GPGPUでも使える」と指摘し、日本が物理シミュレーション等の分野で培った実績を生かせばGPGPUの領域でも貢献できると考えている。また、文部科学省が進める次世代スーパーコンピュータ「汎用京速計算機」開発に対しては、巨額の資金を投じて開発を進める手法について「素直にいいとは言えない。方向性が逆」と指摘し、低価格化が可能との見解を示している。

## 賞歴
- 2006年5月 - IPA 天才プログラマー／スーパークリエータ
- 2009年11月 - ゴードン・ベル賞 Low Price / Performance Category
- 2010年11月 - ゴードン・ベル賞 Honorable Mention - Price / Performance
- 2011年6月 - PRACE Award

## 関連人物
- 牧野淳一郎